# 12 هـ
12 هـ هي سنة في التقويم الهجري امتدت مقابلةً في التقويم الميلادي بين سنتي 633 و634.

## أحداث
- 11 رجب - معركة عين التمر
- أبو بكر الصديق يوصي الجيوش بوصيته المشهورة قبل فتح بلاد الشام.
- زواج علي بن أبي طالب من أمامة بنت أبي العاص وهي ابنة زينب بنت الرسول.
- معركة ذات السلاسل بين خالد بن الوليد قائد جيش المسلمين هرمز قائد الجيش الفارسي وانتهت بنصر ساحق لخالد ضد الفرس.
- شجاع بن وهب
- جمع القرآن

## وفيات
- أبو قيس بن الحارث بن قيس
- الحارث بن أبي صعصعة
- أبو حذيفة بن عتبة
- سعيد بن الحارث بن قيس
- سالم مولى أبي حذيفة
- بشير بن سعد بن ثعلبة بمعركة عين التمر. أوَّل من أسلم من الأنصار، وهو أوَّل من بايع الصِّديق يوم السَّقيفة من الأنصار، وشهد مع خالد حروبه إلى أن قتل بعين التَّمر.
- أبو العاص بن الربيع: صهر محمد بن عبد الله، زوج ابنته زينب، أسلم قبل الفتح بأشهر.
- زيد بن الخطاب
- الطفيل بن عمرو الدوسي
- السائب بن عثمان بن مظعون
- ثابت بن قيس بن شماس
- الحكم بن سعيد بن العاص
- أبو دجانة: سماك بن خرشة
- مسيلمة الكذاب
- سليط بن عمرو العامري
- عبد الله بن سهيل
- كناز بن الحصين الغنوي
- ثمامة بن أثال